# Moving Alan
Moving Alan (br: Como Eliminar seu Marido) é um filme norte-americano, lançado nos Estados Unidos em 2003 e no Brasil em 2005, apenas em DVD. No estilo "Thelma & Louise", conta a história de duas irmãs, Melissa e Emily.

## Sinopse
Melissa recebe uma ligação da irmã, Emily, desesperada por ajuda. Emily viu o marido, Alan, ingerir comida estragada e, mesmo sabendo do estado da refeição, não o avisou e o deixou morrer. Cansada dos abusos e maltratos, Emily teme que a polícia a acuse de assassinato. Eis que Melissa surge com a ideia e o apoio necessário para levar Alan escondido até o deserto, para um funeral secreto. Confusões e figuras estranhas esperam pelo caminho.